# Hideout
Hideout est un manga écrit et dessiné par Masasumi Kakizaki. Hideout a été prépublié dans le magazine mensuel Big Comic Spirits de l'éditeur Shōgakukan, et a été compilé en 1 tome au 30 novembre 2010.
En France, le one-shot est édité par Ki-oon, et est sorti le 27 octobre 2011.

## Manga

### Fiche technique
- Édition japonaise : Shōgakukan
  - Nombre de volumes sorti : 1 (terminé)
  - Date de première publication : novembre 2010
  - Prépublication : Big Comic Spirits
- Édition française : Ki-oon
  - Nombre de volumes sorti : 1 (terminé)
  - Date de première publication : octobre 2011
  - Format : 130 mm x 180 mm
  - Nombre de pages : 232

### Liste des chapitres
- Chapitre 1 : Wicked eyes
- Chapitre 2 : Nightmare
- Chapitre 3 : Everybody dies
- Chapitre 4 : Help me
- Chapitre 5 : Reversal
- Chapitre 6 : Buried it
- Chapitre 7 : Dead or alive
- Chapitre 8 : A new family
- Épilogue : Death spiral